# Инлун
Инлун (кит. трад. 應龍, упр. 应龙, пиньинь yìnglóng) — персонаж китайской мифологии, дракон-лун с крыльями.

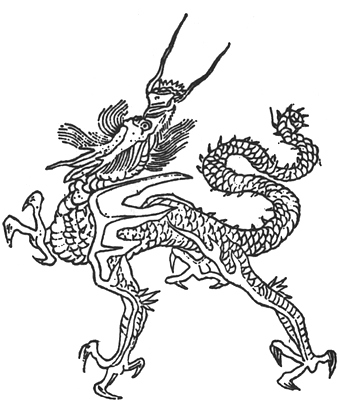
Изображение Ин-луна

## Предание
Ин-лун, согласно китайской традиции, как и все луны, умел собирать и накапливать воду, повелевал дождями, однако отличался наличием крыльев, что сделало его похожим на дракона. Он сыграл важную роль в победе Небесного повелителя Хуан-ди над войском великана-колдуна Чи Ю, оспаривавшего у Хуан-ди власть над миром. Сначала Ин-лун наслал на врагов чудовищный ливень, однако Чи-ю пригласил на помощь духа ветра Фэн Бо и хозяина дождя Юй-ши, которые отнесли дождь в сторону, пролив его над армией самого Хуан-ди. Для исправления положения Небесному повелителю пришлось позвать на помощь богиню засухи Ба. После того, как засуха высушила землю, Ин-лун обрушился на врага, убив нескольких братьев Чи Ю и часть воинов из союзного великану народа мяо. В последней, решающей битве между Хуан-ди и Чи Ю Ин-лун также отличился, уничтожив множество пришедших на помощь Чи Ю и окруженных воинами Хуан-ди великанов куафу.
Согласно записанным в III—II веках до н. э. «Песням Чу», Ин-лун также оказал большую помощь легендарному императору Юю, сыну Гуна, когда тот боролся с Великим потопом, грозившим уничтожить Поднебесную. Крылатый Ин-лун двигался перед Юем и прорывал в земле своим мощным шипастым хвостом каналы, по которым вода затем уходила в море.